# 前川涼
前川 凉（日语：まえかわ りょう，1978年12月21日—），为日本女性漫画家，福冈县北九州市出身，代表作为《动物横町》。血型A型，身高為153公分。

## 外部連結
- out*Life （页面存档备份，存于） - 作者個人網站(停止更新中)
- 前川涼的X（前Twitter）